# Zunsheng bajian Yinzhuan fushi jian
Der sich auf die chinesische Küche beziehende Abschnitt Yinzhuan fushi jian (chinesisch 饮馔服食笺 – „Anmerkungen zu Getränken und Speisen“) des Buches Zunsheng bajian (chinesisch 遵生八笺 – „Acht Abhandlungen über das gesunde Leben“) enthält für die Erforschung der Ess- und Trinkkultur der Zeit der Ming-Dynastie wichtiges Material.
Das Zunsheng bajian wurde von Gao Lian (高濂) aus der Zeit der Ming-Dynastie verfasst. Das Werk umfasst insgesamt 19 Hefte (juan). Es ist untergliedert in acht Abschnitte.

## Inhaltsübersicht des Gesamtwerkes (chin.)
1. Qingxiu miaolun jian 清修妙论笺 (1–2)
2. Sishi tiaoshe jian 四时调摄笺 (3–6)
3. Qiju anle jian 起居安乐笺 (7–8)
4. Yannian quebing jian 延年却病笺 (9–10)
5. Yinzhuan fushi jian 饮馔服食笺 (11–13)
6. Yanxian qingshang jian 燕闲请赏笺 (14–16)
7. Lingdan miyao jian 灵丹秘药笺 (17–18)
8. Chenwai xiahu jian 尘外遐举笺 (19)

## Der fünfte Abschnitt (Heft 11–13): Yinzhuan fushi jian
Im sich auf die chinesische Küche beziehenden 5. Abschnitt (Yinzhuan fushi jian 饮馔服食笺) des Buches wird unter anderem berichtet über
- Tee (cha 茶)
- Wasser (shui 水)
- vegetarische Gerichte (shucai 蔬菜)
- Gärungsverfahren (niangzao 酿造)
- Herstellungsverfahren für Arzneimittel (fazhi yaopin 法制药品).

## Der Verfasser
Gao Lian war ein yuefu-Dichter und Komponist von Südlichen Arien (Nanqu), der in der Wanli-Ära der Ming-Dynastie in Hangzhou lebte. Sein Stück „Die Jade-Haarnadel“(Yuzan ji 玉簪记) ist in der bekannten mingzeitlichen Sammlung Liushi zhong qu (六十种曲) enthalten, die auch 1935 im Verlag Kaiming shudian 开明书店 erschien.
Ein weiteres wichtiges Werk zur chinesischen Küche ist sein Jujia bibei (chinesisch 居家必備 / 居家必备, Pinyin Jūjiā bìbèi – „Wesentliche Fertigkeiten für den Haushalt“), von dem es einen Druck aus der Jiajing (嘉靖)-Ära der Ming-Zeit gibt.

## Alte Drucke und moderne Ausgaben
Der früheste Druck stammt aus dem Jahr 1591 der Ming-Dynastie. Der Abschnitt Yinzhuan fushi jian (饮馔服食笺) des Buches Zunsheng bajian ist in der japanischen Sammlung Chugoku shokkei sosho und in der chinesischen Buchreihe Zhongguo pengren guji congkan enthalten. Eine neuchinesische Übersetzung von Zhang Zhengyi ist 1993 erschienen (ISBN 7219025017).